# Општина Турчинешти (Горж)
Турчинешти (рум. Turcineşti) општина је у Румунији у округу Горж.
Oпштина се налази на надморској висини од 384 m.